# العلاقات المكسيكية الطاجيكستانية
العلاقات المكسيكية الطاجيكستانية هي العلاقات الثنائية التي تجمع بين المكسيك وطاجيكستان.

## مقارنة بين البلدين
هذه مقارنة عامة ومرجعية للدولتين:
| وجه المقارنة                                              | المكسيك                                                                               | طاجيكستان                          |
| --------------------------------------------------------- | ------------------------------------------------------------------------------------- | ---------------------------------- |
| المساحة (كم2)                                             | 1.97 مليون                                                                            | 143.10 ألف                         |
| عدد السكان (نسمة)                                         | 130.53 مليون                                                                          | 8.92 مليون                         |
| الكثافة السكانية (ن./كم²)                                 | 66.26                                                                                 | 62.33                              |
| العاصمة                                                   | مدينة مكسيكو                                                                          | دوشنبه                             |
| اللغة الرسمية                                             | اللغة الإسبانية                                                                       | اللغة الطاجيكية                    |
| العملة                                                    | بيزو مكسيكي                                                                           | ساماني طاجيكي، الروبل الطاجيكستاني |
| الناتج المحلي الإجمالي (بليون دولار)                      | 1.15 تريليون                                                                          | 7.15 مليار                         |
| الناتج المحلي الإجمالي (تعادل القوة الشرائية) بليون دولار | 2.16 تريليون                                                                          | 24.03 مليار                        |
| الناتج المحلي الإجمالي الاسمي للفرد دولار أمريكي          | 9.01 ألف                                                                              | 925                                |
| الناتج المحلي الإجمالي للفرد دولار أمريكي                 | 17.32 ألف                                                                             | 2.69 ألف                           |
| مؤشر التنمية البشرية                                      | 0.756                                                                                 | 0.624                              |
| رمز المكالمات الدولي                                      | +52                                                                                   | +992                               |
| رمز الإنترنت                                              | .mx                                                                                   | .tj                                |
| المنطقة الزمنية                                           | منطقة زمنية وسطى، المنطقة الزمنية الجبلية، زمن منطقة المحيط الهادئ، منطقة زمنية شرقية | ت ع م+05:00                        |

## منظمات دولية مشتركة
يشترك البلدان في عضوية مجموعة من المنظمات الدولية، منها:
| علم المنظمة | اسم المنظمة                        | تاريخ انضمام المكسيك | تاريخ انضمام طاجيكستان |
| ----------- | ---------------------------------- | -------------------- | ---------------------- |
|             | مؤسسة التنمية الدولية              | 24 أبريل 1961        | 4 يونيو 1993           |
|             | مؤسسة التمويل الدولية              | 20 يوليو 1956        | 2 ديسمبر 1994          |
|             | منظمة حظر الأسلحة الكيميائية       | ?                    | ?                      |
|             | الأمم المتحدة                      | 7 نوفمبر 1945        | 2 مارس 1992            |
|             | الاتحاد الدولي للاتصالات           | 1 يوليو 1908         | 28 أبريل 1994          |
|             | منظمة الشرطة الجنائية الدولية      | ?                    | ?                      |
|             | البنك الدولي للإنشاء والتعمير      | 31 ديسمبر 1945       | 4 يونيو 1993           |
|             | الاتحاد البريدي العالمي            | ?                    | ?                      |
|             | وكالة ضمان الاستثمار متعدد الأطراف | 1 يوليو 2009         | 9 ديسمبر 2002          |
|             | يونسكو                             | 4 نوفمبر 1946        | 6 أبريل 1993           |
|             | الفريق المعني برصد الأرض           | ?                    | ?                      |

## وصلات خارجية
- موقع وزارة الخارجية المكسيكية